# Championnat de France de hockey sur glace 1962-1963
Saison précédente Saison suivante
La saison 1962-1963 est la 42e saison du championnat de France de hockey sur glace.

## Bilan
19e titre de champion de France pour le Chamonix Hockey Club devant Boulogne 2e et Gap 3e.